# Ruská fotbalová Treťja liga
Treťja liga (rusky: Третья лига ПФЛ) byla čtvrtá nejvyšší fotbalová soutěž a zároveň i poslední ligová soutěž pořádaná na území Ruska. Pořádala se v letech 1994 – 1997.

## Názvy soutěže
Zdroj: 
- 1994–1997: Treťja liga